# コロニア (映画)
『コロニア』（Colonia）は、2015年製作のドイツ、ルクセンブルク、フランスのスリラー映画。
チリ・クーデターの際の実話を基にした作品で、ピノチェト軍事独裁政権下でナチスの残党パウル・シェーファーと結びついた拷問施設「コロニア・ディグニダ」（尊厳のコロニー、後のビジャ・バビエラ）の実態を描いた。
監督のフローリアン・ガレンベルガーは、9歳のときに学校で「コロニア・ディグニダ」のことを習い、そこで起きていたことに怒りを覚えたことが映画化を決意した理由であると語っている。

## あらすじ
1973年、ルフトハンザ航空の客室乗務員のレナはフライトでチリにやって来たが、折しも軍事クーデターが勃発、恋人でジャーナリストのダニエルが反体制分子として捕らえられてしまう。
ダニエルが収容された「コロニア・ディグニダ」は、表向きは農業コミュニティだが、実態は「教皇」と呼ばれる元ナチ党員パウル・シェーファーが暴力で支配し（ただし、映画内では元ナチ党員の件は触れられていない）、ピノチェト軍事独裁政権と結びついた拷問施設となっていて、生きては二度と出られない恐るべき場所だった。
レナはダニエルを助け出すため、命がけで単身「コロニア・ディグニダ」に潜入する。

## キャスト
※括弧内は日本語吹替
- レナ - エマ・ワトソン（清水理沙）

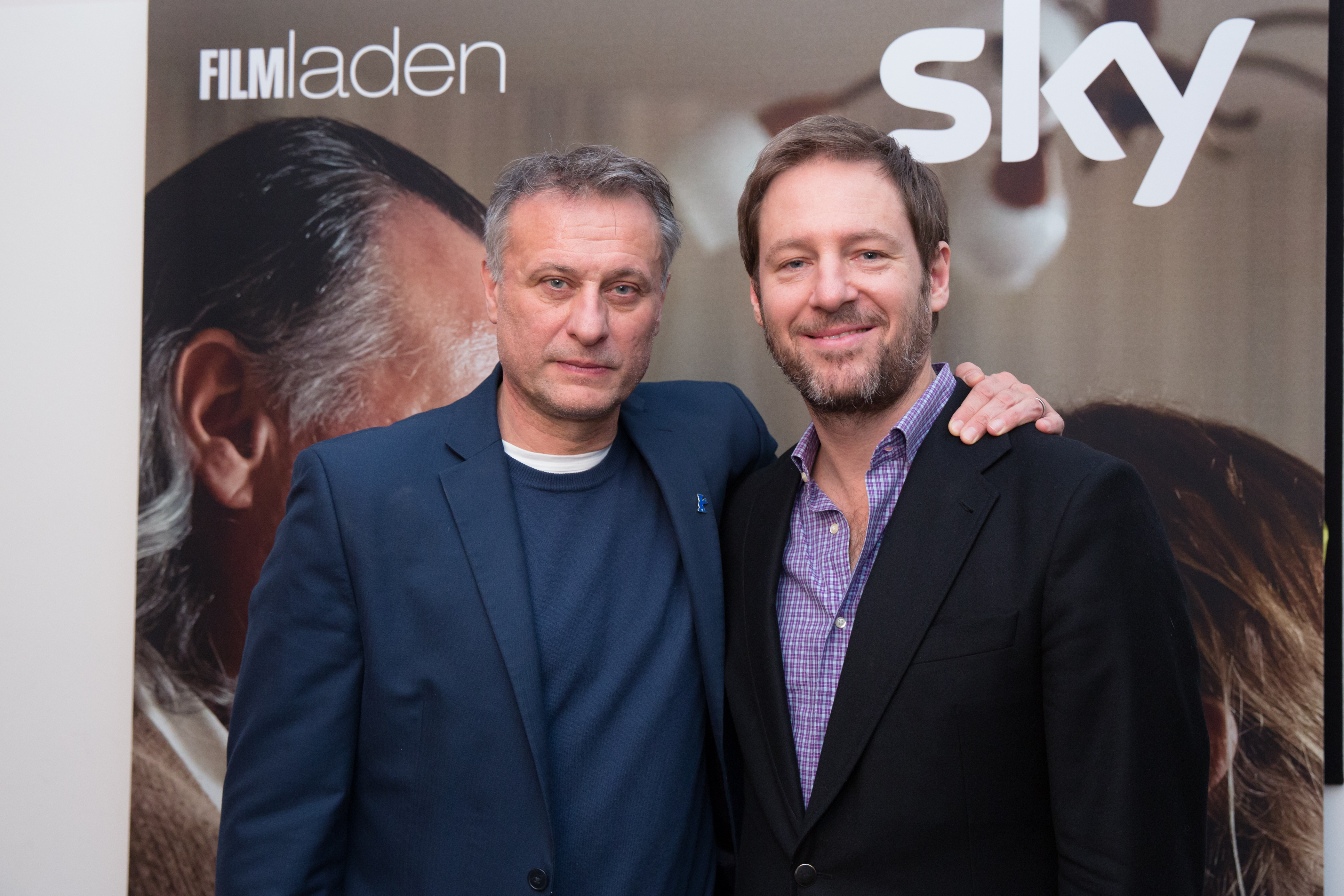
監督のフローリアン・ガレンベルガー（右）とミカエル・ニクヴィスト。2016年、ウィーンでの本作のプレミアにて。

- ダニエル - ダニエル・ブリュール（綱島郷太郎）
- パウル・シェーファー - ミカエル・ニクヴィスト（竹本和正）
- ギゼラ - リチェンダ・ケアリー（きそひろこ）
- ウルセル - ヴィッキー・クリープス（有賀由樹子）
- ドロ - ジャンヌ・ヴェルナー（大平遥香）
- ロマン - ジュリアン・オヴェンデン
- ドイツ大使 - アウグスト・ツィルナー
- ニールス・ビーダーマン - マルティン・ヴトケ